# Cassiopeia-test

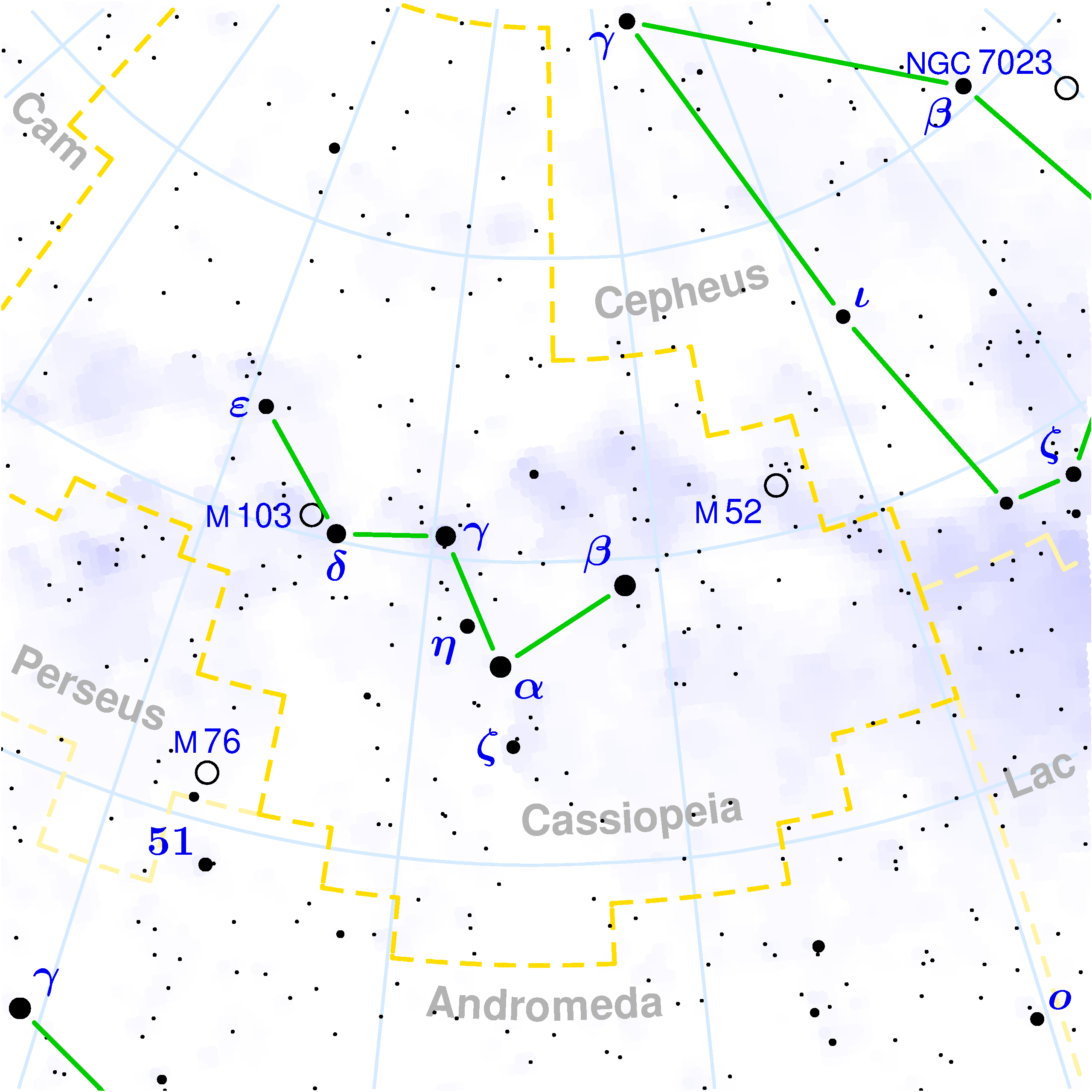
Kaart van het sterrenbeeld Cassiopeia.

Animatie van de circumpolaire sterrenbeelden

De Cassiopeia-test is een test die op het Noordelijk Halfrond door amateurastronomen kan worden gebruikt om op een waarnemingslocatie de mate van lichtverontreiniging te bepalen en daarmee de kwaliteit van de waarnemingsomstandigheden uit te drukken.
Hierbij wordt gekeken welke minst heldere ster van het bij wolkeloze hemel betrekkelijk makkelijk te vinden sterrenbeeld Cassiopeia op de sterrenkaart nog met het blote oog aan de hemel daadwerkelijk zichtbaar blijkt. Dit betreft op de breedtegraad van Nederland en België een circumpolair sterrenbeeld dat nooit onder de horizon verdwijnt. Het bevindt zich diametraal tegenover het sterrenbeeld Grote Beer, met nabij het midden van beiden de Poolster.